# John Eric Maclean Carvell
John Eric Maclean Carvell (* 12. August 1894; † 1978) war ein britischer Diplomat. Er amtierte unter anderem als britischer Gesandter und Botschafter in Quito (1947–1951).

## Leben und Tätigkeit
Nach dem Besuch der Berkhamsted School und dem Studium an der London University nahm er mit den Queen’s Westminster Rifles ab 1915 am Ersten Weltkrieg teil: Er schloss sich dem auf den Kontinent entsandten britischen Expeditionskorps an und wurde zweimal verwundet. Von 1917 bis 1918 war er als Instrukteur bei der portugiesischen Armee tätig, um dann von 1918 bis 1919 als Stabshauptmann im Hauptquartier der britischen Armee im Bezirk London Dienst zu tun.
Am 10. Juni 1919 wurde Carvell zum Vizekonsul auf Bewährung in Lissabon ernannt. Vom 12. Oktober bis 8. November 1920 und vom 5. Januar bis 23. Mai 1921 fungierte er als Vertreter für den abwesenden Generalkonsul als geschäftsführender Generalkonsul dort. Am 14. April 1921 wurde er nach Cadiz versetzt und am 23. September 1922 nach Port-au-Prince.
Ab dem 4. November 1925 leitete Carvell das britische Konsulat in Brest. Seine reguläre Ernennung dort erfolgte am 18. Dezember 1925. Anschließend war er vom 22. Januar 1928 bis zum 18. Oktober 1932 im Foreign Office in London beschäftigt. Zum 31. Mai 1934 wurde er nach New York versetzt. 1934 war er dort zeitweise als geschäftsführender Generalkonsul eingesetzt. Vom 11. bis 21. September 1935 war er im Department of Overseas Trade tätig. 1937 wurde er dann erneut als geschäftsführender Generalkonsul in New York eingesetzt.
Zum 12. April 1938 wurde Carvell zum Generalkonsul in München ernannt. Anlässlich des sich anbahnenden Ausbruchs des Zweiten Weltkriegs wurde er am 17. August 1939 ins Foreign Office nach London abberufen, wo er bis 1942 tätig blieb.
Zum 5. Dezember 1942 wurde Carvell zum geschäftsführenden Generalkonsul in Algier ernannt. Die Beförderung zum regulären Generalkonsul dort erfolgte am 9. Mai 1944. Nach dem Ende des Zweiten Weltkriegs wurde er zum 27. Oktober 1945 nach Los Angeles versetzt.
Am 9. Dezember 1947 wurde Carvell zum Sondergesandten und bevollmächtigten Minister der britischen Regierung (Envoy Extraordinary and Minister Plenipotentiary) in Ecuador mit Dienstsitz in Quito ernannt. Zum 12. Januar 1951 wurde seine Stellung in die eines Sonderbotschafters und Bevollmächtigten umgewandelt.

## Familie
Carvell war verheiratet mit Cicely Lilian Garrat, mit der er eine Tochter hatte.